# Lapaha
Lapaha è un distretto delle Tonga della divisione di Tongatapu con 7 353 abitanti (censimento 2021).

## Località
Di seguito l'elenco dei villaggi del distretto:
- Lapaha - 2 004 abitanti
- Talasiu - 368 abitanti
- Hoi - 429 abitanti
- Nukuleka - 333 abitanti
- Makaunga - 357 abitanti
- Talafo'ou - 391 abitanti
- Manuka - 302 abitanti
- Navutonga - 683 abitanti
- Kolonga - 1 213 abitanti
- Afa - 490 abitanti
- Niutoua - 720 abitanti
- 'Eueiki - 63 abitanti